# هانگ یان-یان
هانگ یان-یان (انگلیسی: Hung Yan-yan؛ زادهٔ ۲۵ فوریهٔ ۱۹۶۲) بازیگر، کارگردان صحنه‌های اکشن، بدل‌کار و رزمی‌کار اهل هنگ کنگ است.
از فیلم‌ها یا برنامه‌های تلویزیونی که وی در آن نقش داشته است، می‌توان به روزی روزگاری در چین و آمریکا، شائولین و روزی روزگاری در چین اشاره کرد.